# خزان (آلبوم)
خزان نام آلبوم موسیقی سنتی ایرانی است با صدای محمدرضا شجریان. این آلبوم مجموعه‌ای از چند تصنیف معروف قدیمی است. 

## شرح

### هنرمندان
- آواز: محمدرضا شجریان
- شعر و آهنگ: امیر جاهد، حسن یوسف‌زمانی
- تنظیم: فرامرز پایور

### فهرست
1. هزار دستان به چمن، (تصنیف آواز چهارگاه)، شعر و آهنگ از محمدعلی امیرجاهد
2. به یاد داری ماه من
3. باد صبا
4. خسته‌پر
5. ای کبوتر، (تصنیف ابوعطا)، شعر از ملک الشعرای بهار، آهنگ از حسام السلطنه (جهانگیر مراد)
6. باد خزان
7. اشک مهتاب، تصنیف دشتی، شعر از سیاوش کسرایی، آهنگ از حسن یوسف‌زمانی
8. چشم نرگس، تصنیف دشتی، شعر از شوریده اعمی شیرازی (فصیح الملک)، آهنگ: قدیمی،[۲] اجرا: گل‌های تازه ۱۰۲
9. چهره به چهره

## ترانه‌ها

### چشم نرگس[۳]
چشم نرگس، ترانه‌ای قدیمی در آواز دشتی است که آهنگ آن را به علی اکبر خان شیدا نسبت می‌دهند، اما دلیل قطعی برای این نسبت وجود ندارد، به همین دلیل در بیشتر منابع موسیقی از این نسبت با تردید نام برده شده‌است. شعر این قطعه نیز به فصیح الملک نسبت داده شده‌است.
تنظیم پایور برای این اثر ساختار موسیقی ملی را دارد و با ارکستر موسیقی ملی اجرا شده‌است که صدای سنتور و بربط در تنظیم پایور بر ایرانی بودن این اثر تأکید می‌کند.
آهنگ این تصنیف از چهار بخش (بند) تشکیل شده‌است، که دو بند دوم تکرار دو بند اول می‌باشند. بند اول این تصنیف به قرار زیر است.

درآمد دشتی

خواهم که بر (زلفت) (هردم زنم شانه)

ترسم پریشان کند بسی حال هر کسی چشم نرگست (مستانه مستانه)

بند دوم: درآمد دشتی

خواهم بر ابرویت (رویت) (هر دم کشم وسمه)

ترسم که مجنون کند بسی مثل من کسی چشم نرگست (دیوانه دیوانه)

ورود به دیلمان

یک شب بیا منزل ما
حل کن دو صد مشکل ما
ای دلبر خوشگل ما

فرود به درآمد دشتی

دردت بجان ما شد روح و روان ما شد

بند سوم و چهارم، عیناً تکرار بند یکم و دوم است اما شعر آن‌ها متفاوت است.

خواهم که بر (چشمت) (هر دم کشم سرمه)

ترسم پریشان کند بسی حال هر کسی چشم نرگست (مستانه مستانه)

خواهم که بر (رویت) (هر دم زنم بوسه)

ترسم که نالان کند بسی مثل من کسی چشم نرگست (جانانه جانانه)

یک شب بیا منزل ما حل کن دو صد مشکل ما ای دلبر خوشگل ما

دردت به جان ما شد روح و روان ما شد

### اشک مهتاب[۴]
تصنیف دشتی، شعر از سیاوش کسرایی، آهنگ از حسن یوسف‌زمانی، تنظیم: فرامز پایور

(درآمد)

به من گفتی که دل دریا کن ای دوست
همه دریا از آن ما کن ای دوست
دلم دریا شد و دادم به دستت
مکش دریا به خون پروا کن ای دوست
مکش دریا به خون پروا کن ای دوست
(بیات راجع)

کنار چشمه‌ای بودیم در خواب
تو با جامی ربودی ماه از آب
چو نوشیدیم از آن جام گوارا
تو نیلوفر شدی من اشک مهتاب
تو نیلوفر شدی من اشک مهتاب
(عشاق)
  
تن بیشه پر از مهتابه امشب
پلنگ کوه‌ها در خوابه امشب
به هر شاخی دلی سامون گرفته
دل من در تنم بی‌تابه امشب
دل من در تنم بی‌تابه امشب
(درآمد)

به من گفتی که دل دریا کن ای دوست
همه دریا از آن ما کن ای دوست
دلم دریا شد و دادم به دستت
مکش دریا به خون پروا کن ای دوست
مکش دریا به خون پروا کن ای دوست

## یادداشت
1. ↑  نوایاب (۱۳۹۹-۰۲-۱۶). «آلبوم خزان شجریان». بایگانی‌شده از اصلی در ۲۰ ژوئیه ۲۰۲۰. دریافت‌شده در ۴ مه ۲۰۲۰.
2. ↑  آهنگ به شیدا هم نسبت داده شده. تصنیفهای قدیمی دوامی آهنگ را هم متعلق به شوریده شیرازی می‌داند.
3. ↑  IRANSEDA Network[پیوند مرده]
4. ↑  پایگاه مجازی تخصصی لطیفهٔ نهانی، برگرفته از کتاب هزار گلخانه آواز، نوشتهٔ حمید جواهریان.